# Zkouška vrubové houževnatosti

Zkušební vzorek

Znázornění zkoušky

Průběh zkoušky

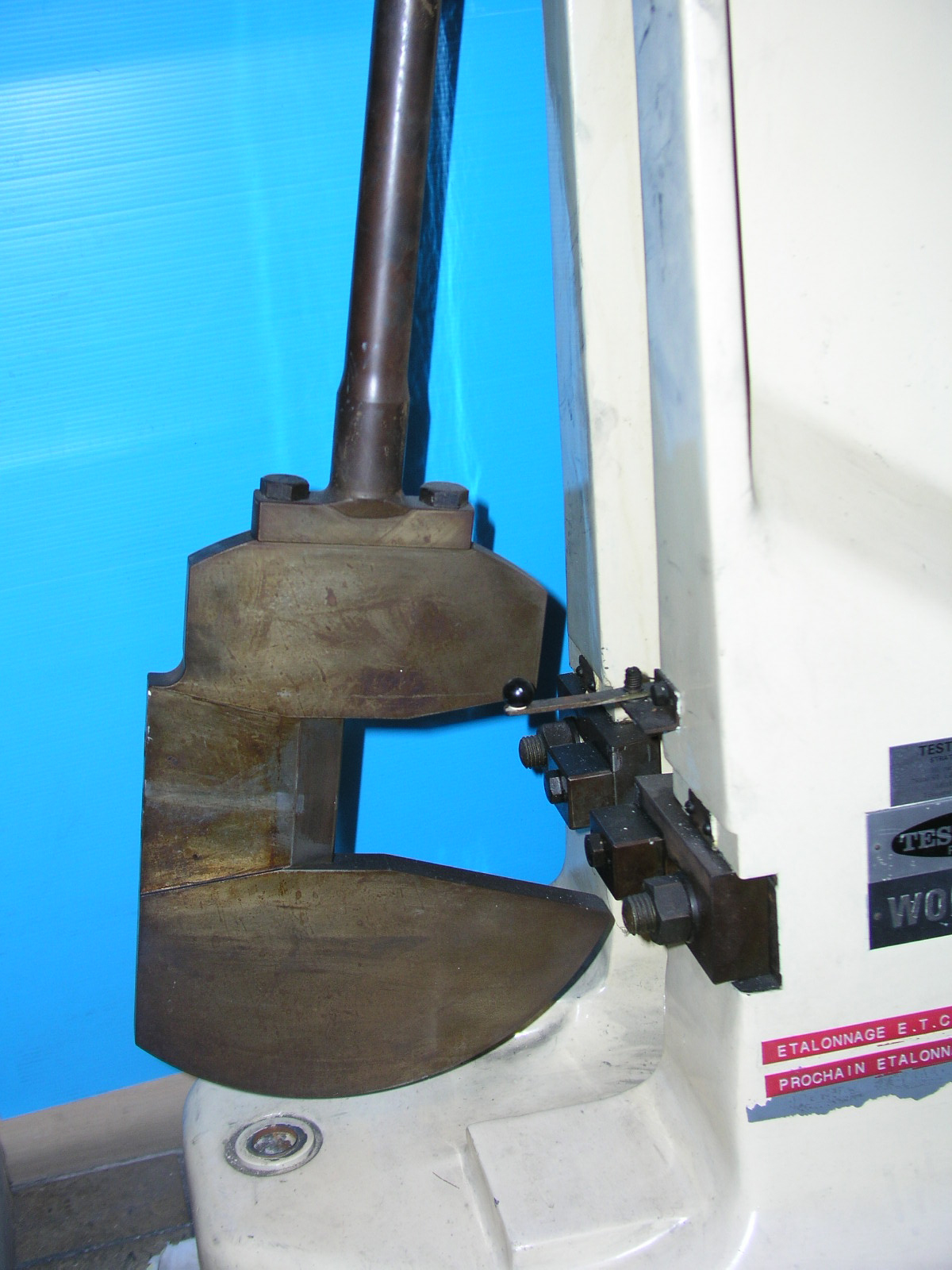
Charpyho kladivo

Zkouška vrubové houževnatosti (též zkouška Charpyho kladivem) je zkouška materiálu, kde zjišťujeme množství energie, které materiál absorbuje při vzniku lomu. Zkouška je pojmenovaná po Georgi Charpym. V současnosti se test využívá v průmyslu při zkoušení materiálů např. pro tlakové nádoby, stavebnictví, automobilový a letecký průmysl. Zkouška se provádí tzv. Charpyho kladivem.

## Postup zkoušky

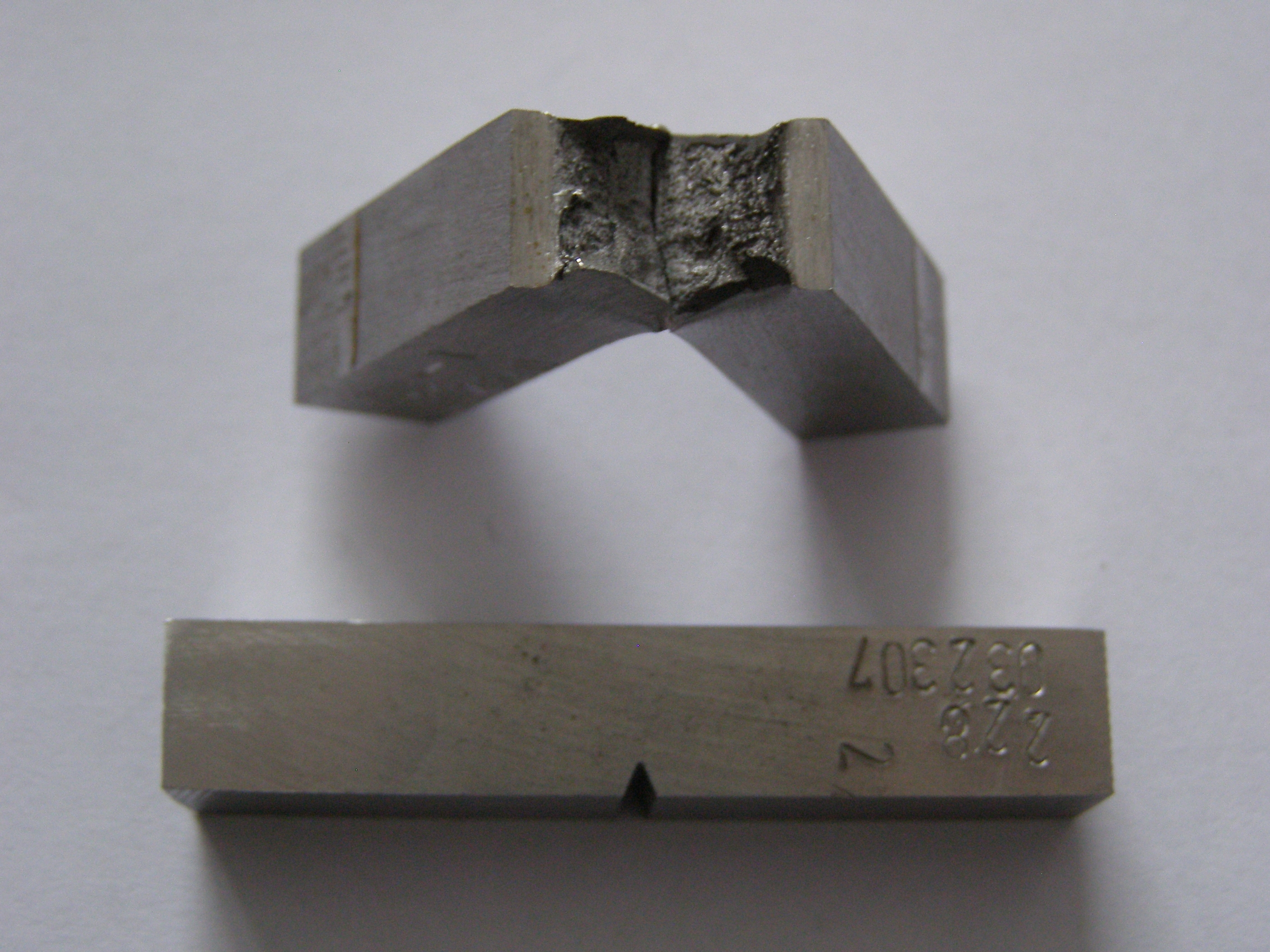
Přeražený vzoreček

Vzhledem k houževnatosti některých materiálů je zkušební vzorek opatřen vrubem tvaru V nebo U, aby byla záruka, že dojde k přeražení vzorku jediným úderem. Před zkouškou je kladivo vyzvednuto do výšky a zajištěno proti pohybu. Vzorek je ustaven a následně po uvolnění kladiva je přeražen jediným rázem padajícího kyvadlového kladiva. Na stupnici se ukáže množství energie spotřebované k přeražení vzorku. 

## Charpyho kladivo
Jedná se o kyvadlové kladivo, které se používá při zkoušení vrubové houževnatosti materiálů. Podle velikosti a váhy kladiva se stroje označují podle energie (Joule), přístroje mohou být od 50 J do 450 J i více.